# Quercus douglasii
Quercus douglasii är en bokväxtart som beskrevs av William Jackson Hooker och George Arnott Walker Arnott. Quercus douglasii ingår i släktet ekar, och familjen bokväxter.
Artens utbredningsområde är Kalifornien. Inga underarter finns listade.

## Bildgalleri

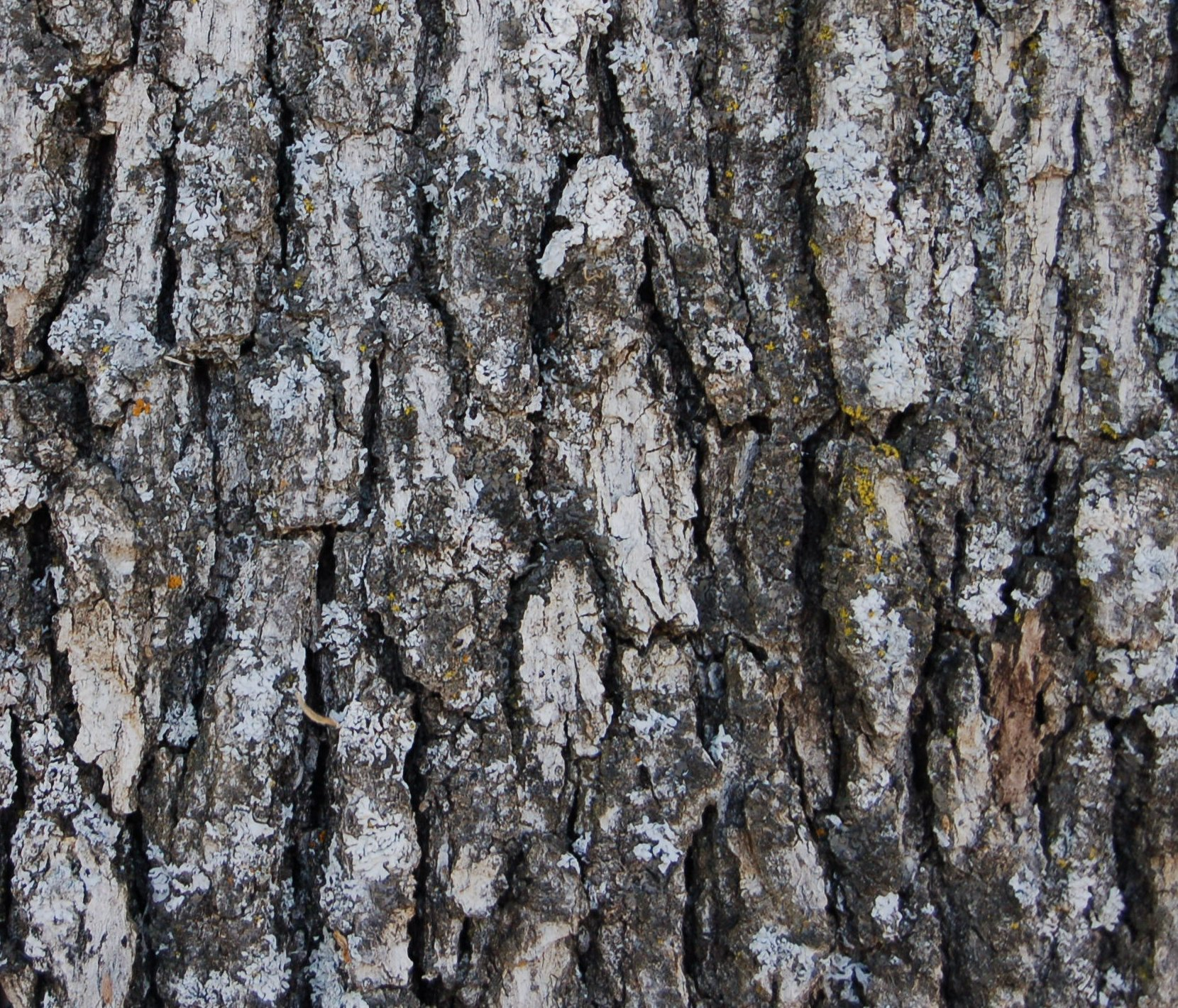
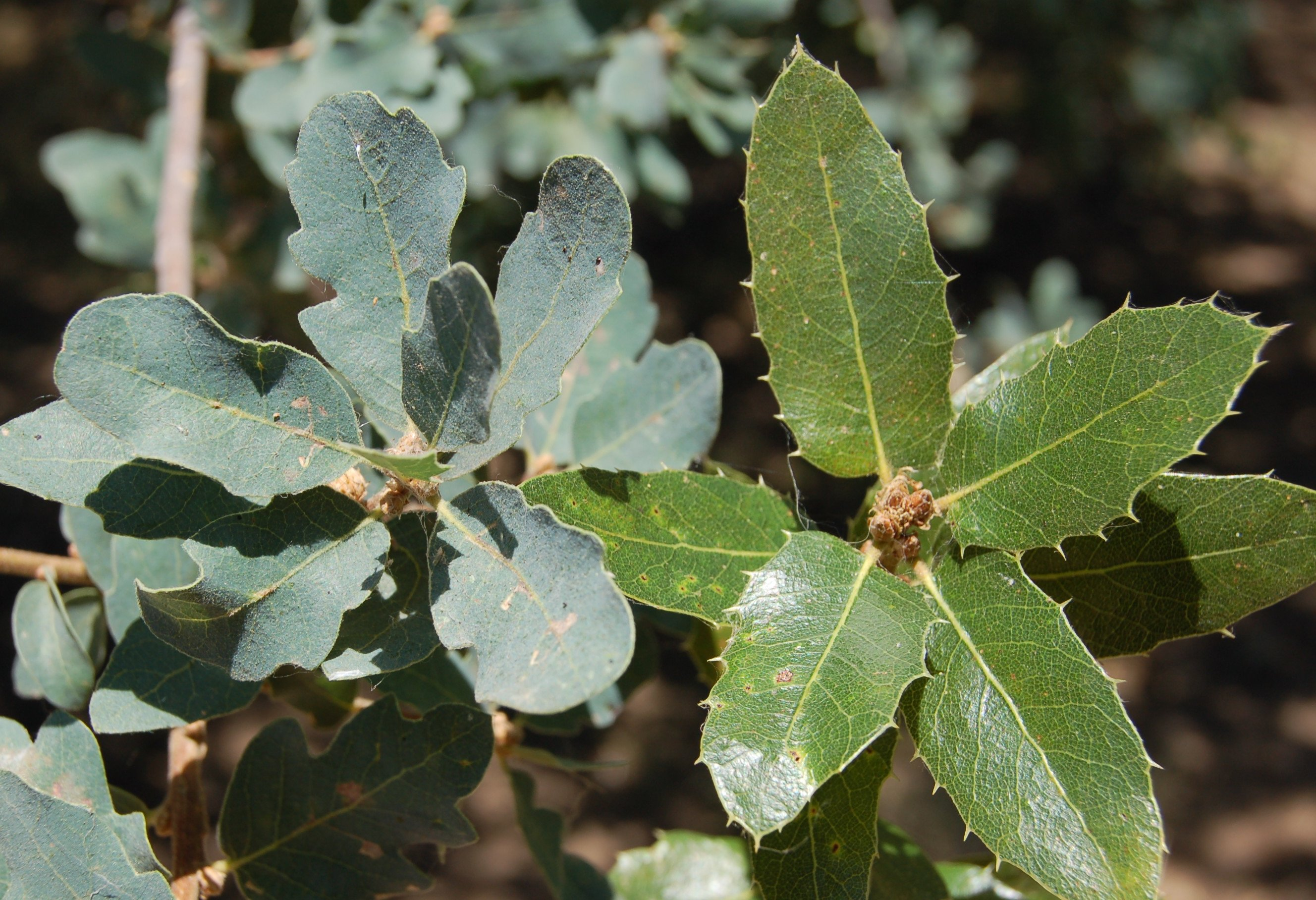
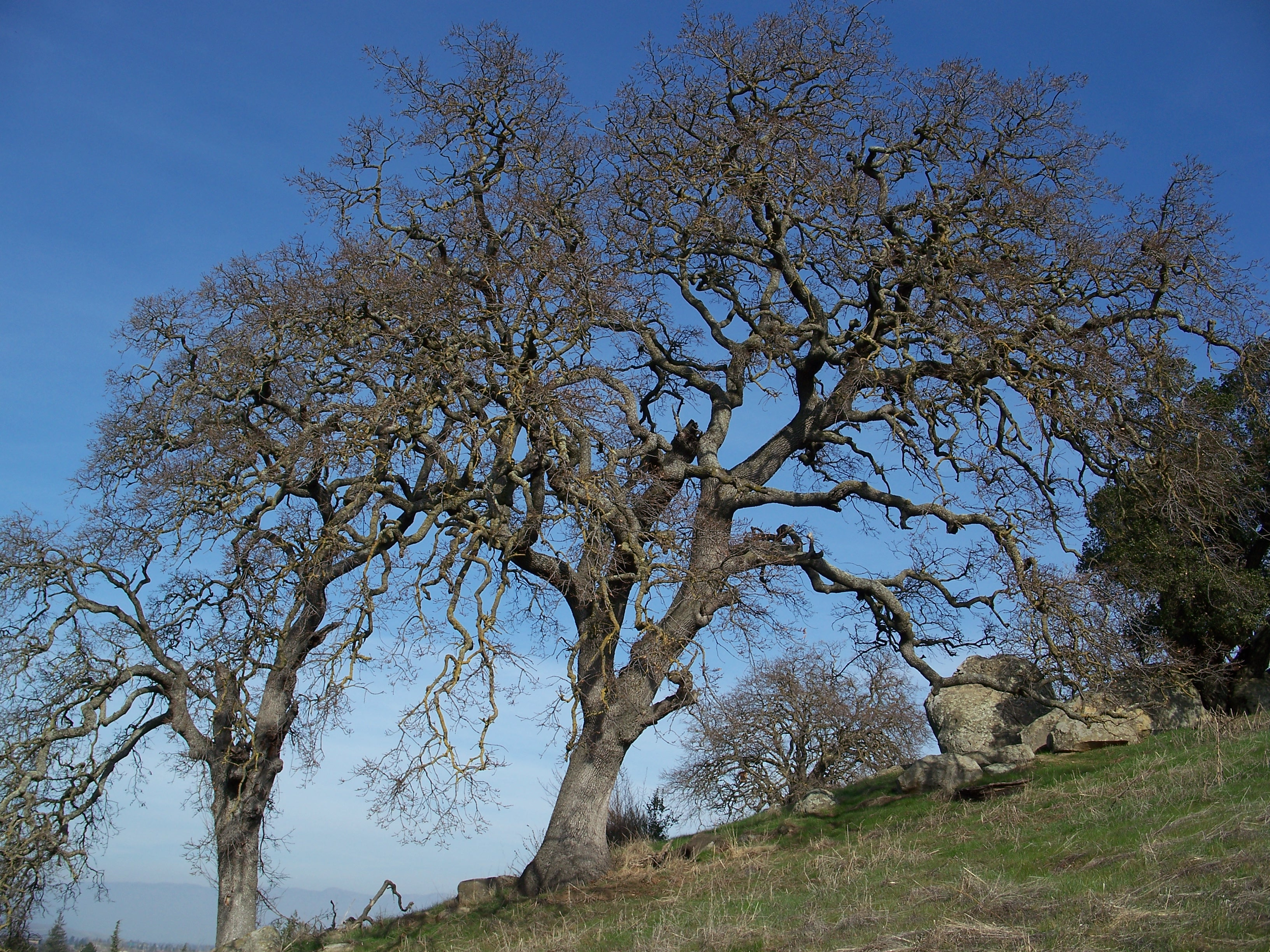
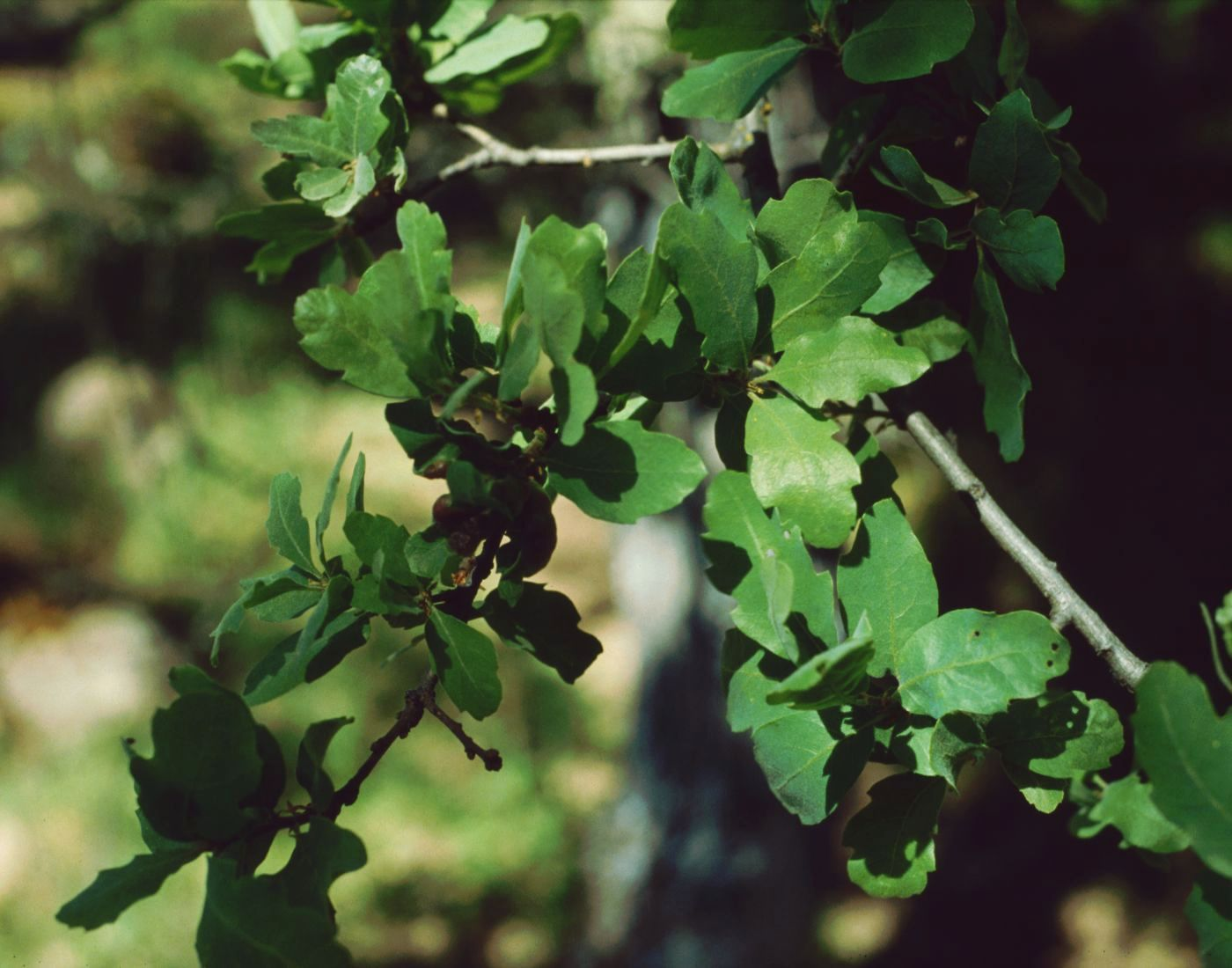
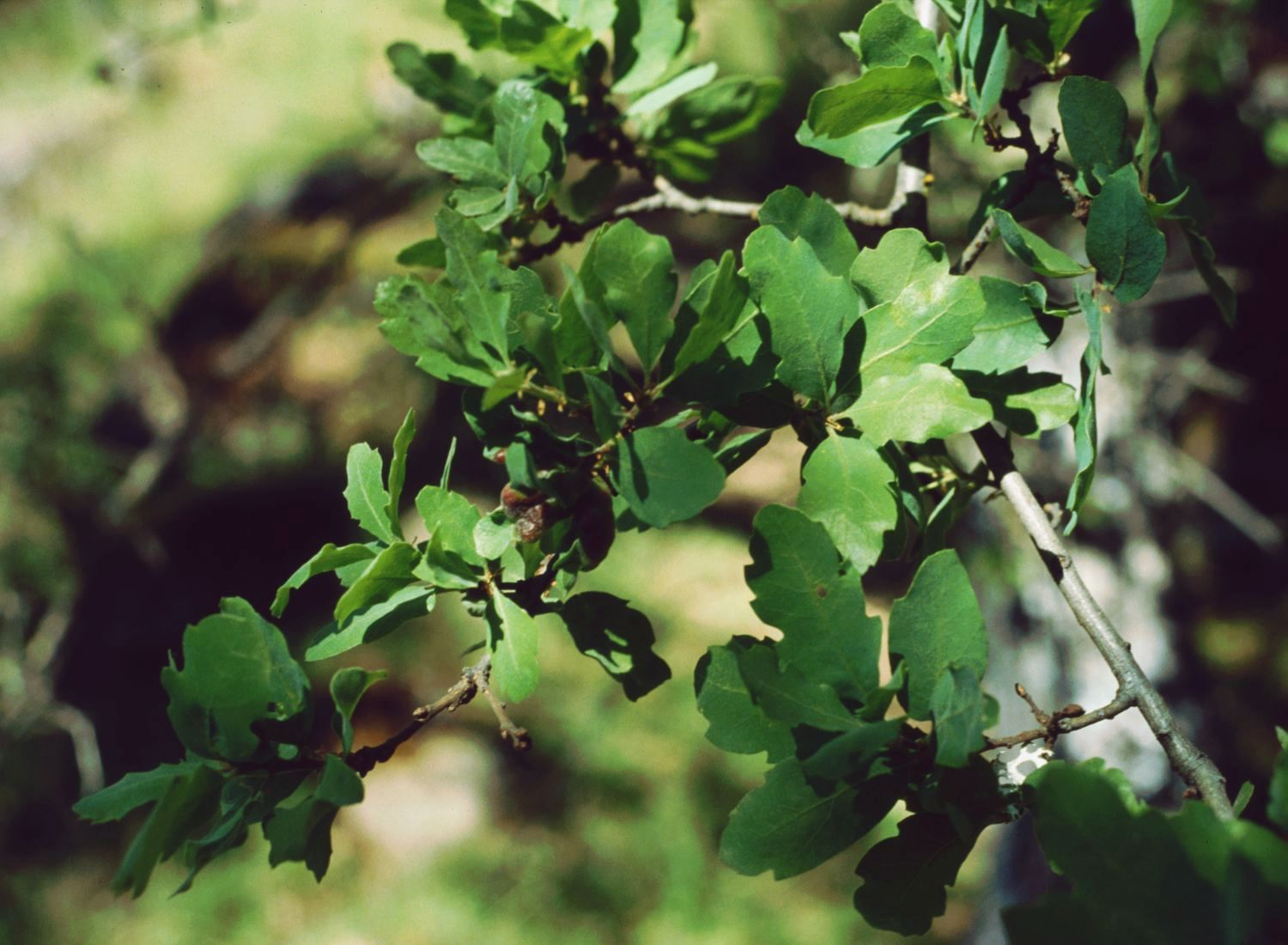
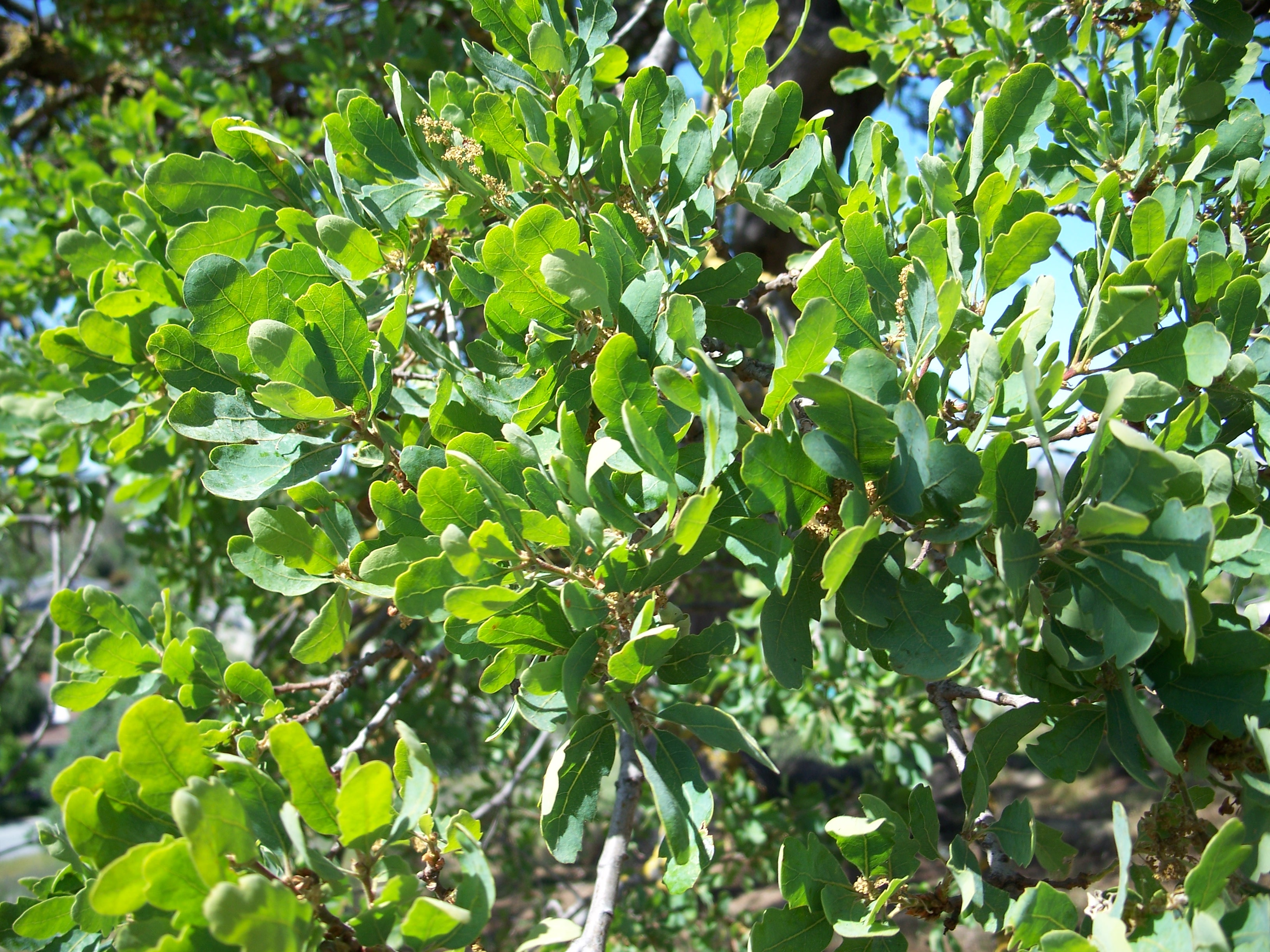